# گوتو هاروماسا
گوتو هاروماسا (به ژاپنی: 五島玄雅); ۱۷ مارس ۱۵۶۷ – ۸ آوریل ۱۶۱۲) سامورایی، دایمیوی مسیحی در ولایت هیزن در دوره سنگوکو و اوایل دوره ادو، اهل ژاپن بود. وی یکی از فرماندهان در تهاجم ژاپن به کره (۱۵۹۸–۱۵۹۲) بود. در نبرد سکیگاهارا میانه را برگزید.